# Albert Fauck
Albert Fauck sen. (* 2. Januar 1842 in Stolp, Provinz Pommern; † 8. März 1919 in Marcinkowice) war Altmeister der Tiefbohrtechnik.
Er studierte zusammen mit Robert Waldeck (1856–1901), arbeitete später für William Henry McGarvey in den USA die Gewinnung von Kohle und Erz. Nach dem Bürgerkrieg arbeitete er an Bohrungen in Pennsylvania und Virginia.
1863 kam er als Spezialist eines deutschen Ölbohr-Konzerns nach Klęczany, wo Moritz Baron Brunicki(ego) ab 1865 eine Öl-freundliche Atmosphäre verbreitet hatte, und führte Explorationsbohrungen in Klęczany-Starawieś durch. Mit Erdöl erzielte Fauck ein beträchtliches Vermögen und erwarb in Marcinkowice ein Herrenhaus mit 71 Hektar.
1870 kam er nach Bóbrka, wo er die Kabel-Bohrung einführte.
Ab 1872 setzte er den Dampfantrieb ein.
In den 1870ern kombinierte er Pierre-Pascal Fauvelles hydraulisches System mit der amerikanischen Kernbohrung.
Um 1877 entwickelte er einen neuen Bohrkopf, mit dem er eine Tiefe von 250 Meter erreichte. 1877 setzte er Zwischenstücke für das stoßende Spülbohren ein. Zusammen mit Anton Raky verwendete er Bohrtürme, die den kanadischen ähnlich waren, und wendete hierbei mit bemerkenswertem Erfolg die Wasserspülung an. Er führte außerdem die umgekehrte Spülung ein (Gegenstromspülem; später von der Bataafse Petroleum Maatschappij zum Counter-flush-Bohren vervollkommnet).
Nachdem es Mannesmann 1892 gelungen war, nahtlos gezogene Rohre herzustellen, was die Bohrgestänge erheblich verbesserte, entwickelte Fauck ab 1898 das Fauck'sche Rapidbohrverfahren, mit dem er zunächst eine Bohrlochtiefe von 636 Meter erreichte.
1902/03 führte das Wiener Tiefbohr-Unternehmen Albert Fauck & Comp. in staatlichem Auftrag nördlich der Welser Stationsanlage der k.k. Staatsbahnen eine Tiefbohrung nach Erdöl aus.

## Veröffentlichungen
- Neuerungen in der Tiefbohrtechnik. Felix, 1889
- Various Methods of Deep Boring.